# Reprezentacja Szwajcarii na Mistrzostwach Europy w Wioślarstwie 2008
Reprezentacja Szwajcarii na Mistrzostwach Europy w Wioślarstwie 2008 liczyła 8 sportowców. Najlepszym wynikiem było 3. miejsce w jedynce kobiet.

## Medale

### Złote medale
Brak

### Srebrne medale
Brak

### Brązowe medale
jedynka (W1x): Regina Naunheim

## Wyniki

### Konkurencje kobiet
- jedynka (W1x): Regina Naunheim – 3. miejsce